# Берод-Вальмерод
Берод-Вальмерод (нем. Berod bei Wallmerod) — община в Германии, в земле Рейнланд-Пфальц. 
Входит в состав района Вестервальд. Подчиняется управлению Вальмерод.  Население составляет 534 человека (на 31 декабря 2010 года). Занимает площадь 3,92 км².